# Melanesomyia wauensis
Melanesomyia wauensis là một loài ruồi trong họ Tachinidae.